# Marine paraguayenne
La marine paraguayenne est la branche navale des forces armées paraguayennes, chargée de défendre les ressources en eau du Paraguay bien qu'elle n'ait pas d'accès direct à la mer. Pendant la guerre du Chaco, la marine a dû remplir un rôle logistique important qui était fondamental pour le succès des troupes paraguayennes pendant cette guerre.

## Histoire

### XIXesiècle

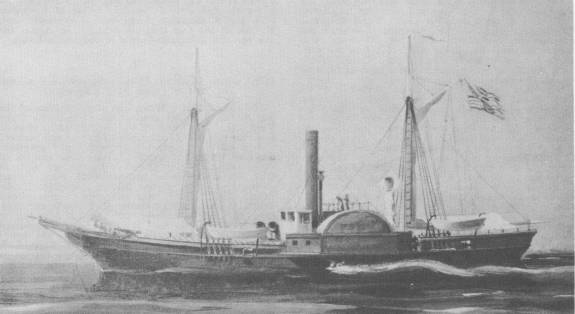
USS Water Witch

Le Paraguay est resté à l'écart des conflits qui l'ont entouré jusqu'aux années 1850. Mais le pays a été confronté à ses voisins et à des puissances navales étrangères au cours de cette décennie. En 1855, le fort Itá Pirú a tiré sur l'USS Water Witch, échoué dans la rivière lors d'une expédition hydrographique, un membre d'équipage est mort à la suite de cela et la mission d'exploration a pris fin. Cependant, le navire a poursuivi ses opérations dans d'autres régions de la côte sud-est de l'Amérique du Sud jusqu'à ce qu'il revienne aux États-Unis pour des réparations.

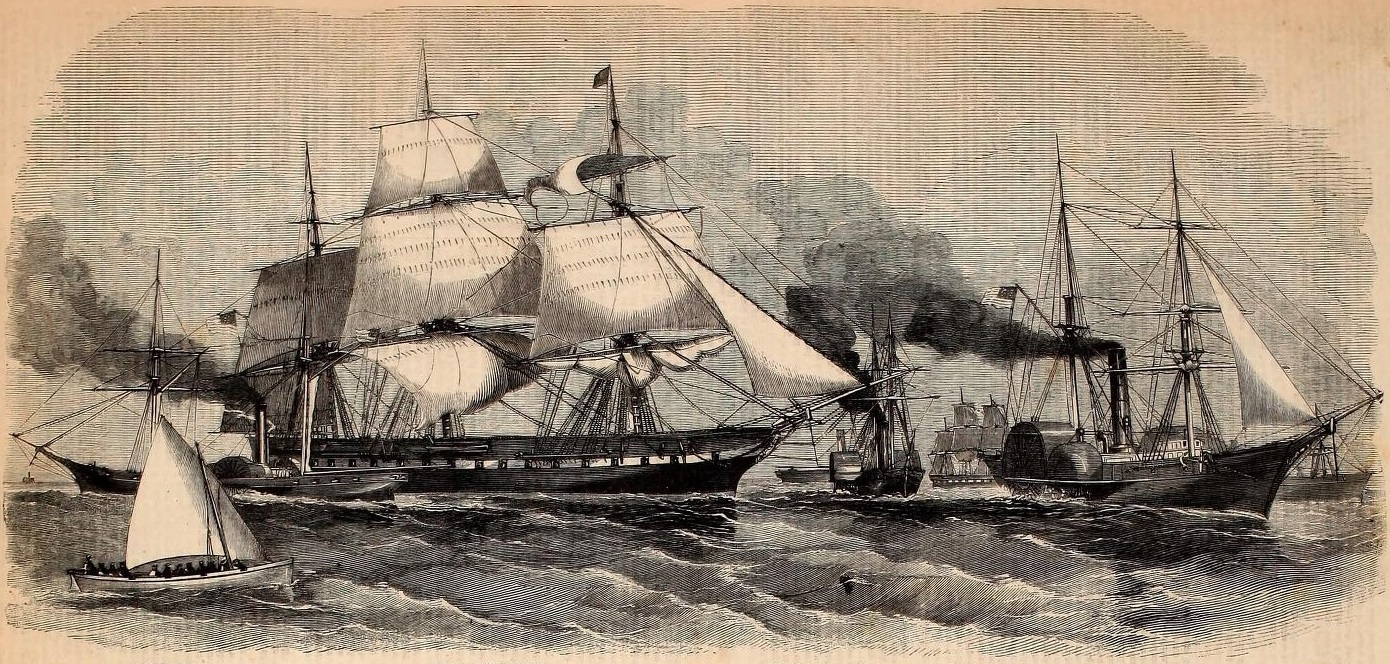
Escadron du Paraguay

Toujours au début de 1855, le Brésil a envoyé une escadre d'environ 20 navires sous l'amiral Ferreira de Oliveira en amont du Río Paraguay pour intimider les Paraguayens. Cette expédition répondait aux tentatives du Paraguay de limiter la navigation aux navires brésiliens sur le fleuve, l'escadre ancrée à Tres Bocas, juste au-dessus de la ville de Corrientes. L'amiral brésilien a continué jusqu'à Asunción dans l'embrasure de Maracanã où il a négocié et signé un traité le 4 avril 1855 qui a aidé à résoudre certains des différends entre ces deux pays.
En janvier 1859, un escadron américain dirigé par l'amiral W.B. Shubrick arriva au Río de la Plata pour obtenir des excuses et une compensation du Paraguay pour l'incident survenu en 1855. L'USS Water Witch a navigué vers Asunción, où un accord a été négocié.
En 1859 également, la marine paraguayenne avait de fortes frictions avec la Royal Navy qui n'autorisait pas navigation paraguayenne au-delà du Rio Paraná, jusqu'à ce que les problèmes aient été résolus. Pour mettre cette politique en vigueur, les canonnières britanniques HMS Buzzard et HMS Grappler ont intercepté la canonnière Tacuarí le 29 Novembre 1859 ,ne la laissant pas continuer de Buenos Aires à Montevideo. Un coup de canon a été tiré devant la proue du Tacuarí, la forçant à revenir, et qui avait à bord Francisco Solano López, alors ministre de la guerre du Paraguay avec le grade de général, qui voulait agir comme médiateur dans une guerre civile argentine, qui avait de nouveau surgi.
La guerre de la Triple-Alliance est devenue le conflit le plus sanglant jamais mené en Amérique du Sud. Le Paraguay a combattu avec détermination, malgré l'infériorité numérique, jusqu'à sa dernière défaite en 1870, survivant au prix d'énormes perte, y compris la perte d'une grande partie de son territoire aux mains de l'Argentine et du Brésil. Sur les 1.400.000 habitants d'origine du Paraguay en 1864, environ  80% avaient péri à la fin de la guerre.

### XXesiècle et aujourd'hui

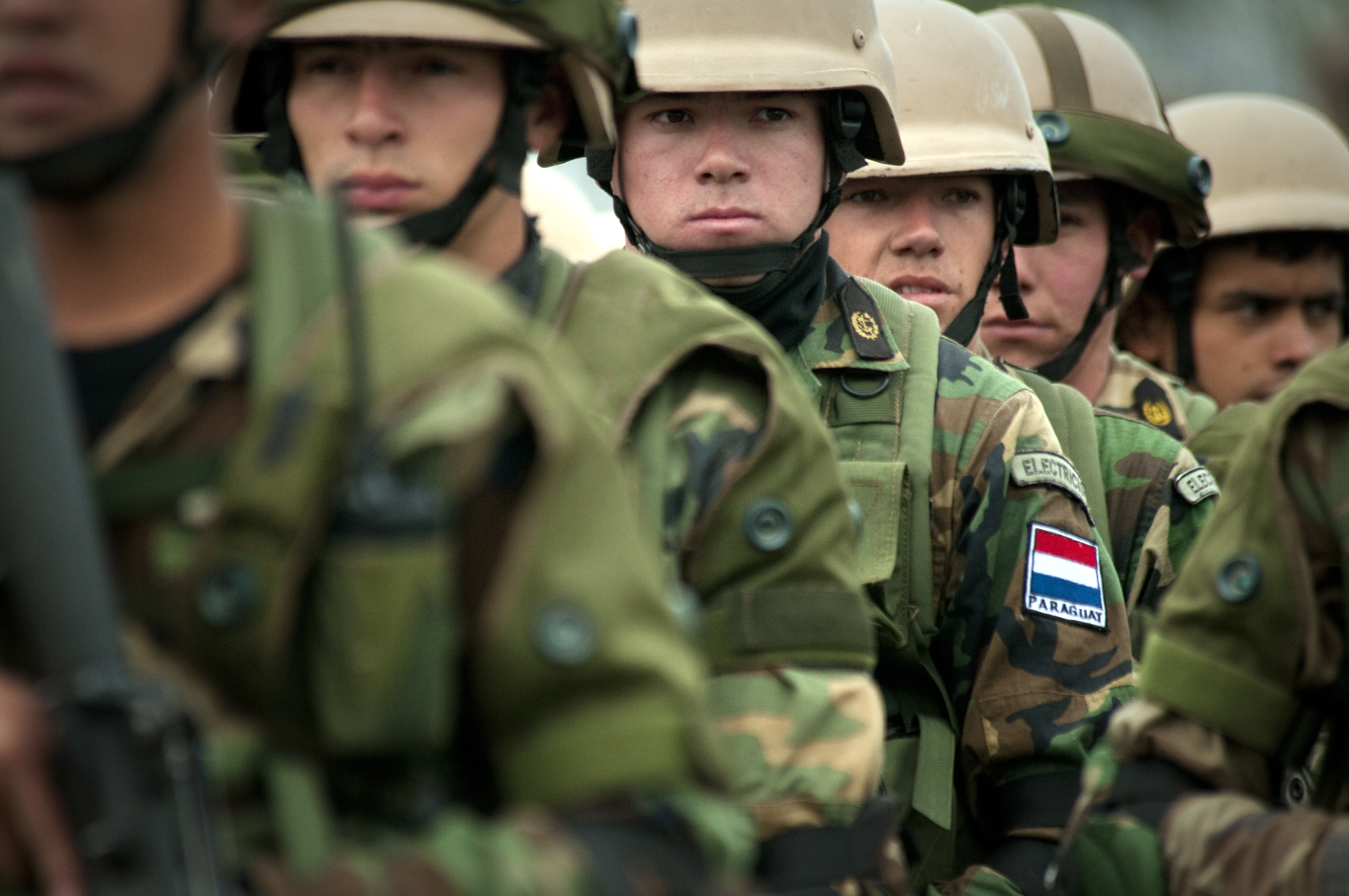
Infanterie marine paraguayenne en formation

En 1932, une longue dispute avec la Bolivie au sujet de la possession de la région du Chaco boréal s'est transformée en une guerre qui s'est poursuivie jusqu'en 1935 où quelque 35.000 soldats paraguayens ont perdu la vie. Les gains territoriaux paraguayens ont été confirmés en 1938 dans un traité de paix.
Après la guerre du Chaco, la marine n'a été rééquipée que dans les années 1960, avec l'acquisition de patrouilleurs et de navires.
La marine a joué un rôle important dans le coup d'État contre le président Alfredo Stroessner. Les trois navires de Humaitá, Capitán Cabral et Itaipú se sont rencontrés sur le fleuve et dans la baie d'Asunción dans la nuit du 2 février. Les navires et hélicoptères HB350 Esquilo ont mené des tirs intimidants pendant la nuit et le matin du 3 février.
Actuellement, l'effectif total du personnel de la Marine est de 3.850 personnes, y compris la Garde côtière et le Corps des Marines, a également un haut niveau d'opération pour l'entretien de ses unités.

## Mission et objectifs
Sa mission principale est de contribuer à la défense du Paraguay , afin de protéger et garantir la souveraineté sur ses ressources en eau, et entre autres on peut citer :
- La garde et la défense des côtes, des ports et des zones d'intérêt fluvial dans sa zone d'influence.
- Base de soutien logistique pour les futures opérations des forces.
- Exercice des fonctions préfectorales dans votre zone d'influence.
- Coopération avec les tâches de protection civile en cas de catastrophes naturelles, de protection de l'environnement et de restauration de l'ordre intérieur.

La marine paraguayenne est divisée en deux zones navales originaires. Il dispose de douze bases navales ; les principales se trouvent dans les ports d'Asunción, Bahía Negra, Ciudad del Este, Encarnación et Salto del Guairá. Elle dispose également d'installations d'hélicoptères à Asunción et d'aéronefs à l'aéroport international Silvio Pettirossi.

### Missions de maintien de la paix des Nations Unies avec présence
- Haïti (MINUSTAH)
- Chypre (UNFICYP)
- République démocratique du Congo (MONUC)
- Tchad/ République centrafricaine  (MINURCAT)
- Côte d'Ivoire (ONUCI)
- Soudan (UNMIS)
- Liberia (MINUL)
- République du Congo (MONUSCO)

## Flotte

### Marine
| Nom                               | Origine    | Mis en service | remarque                                            | Photo |
| --------------------------------- | ---------- | -------------- | --------------------------------------------------- | ----- |
| Canonnières                       |            |                |                                                     |       |
| C1 Paraguay                       | Italie     | 1931           | ex-Comodoro Meyo                                    |       |
| C1 Humaitá                        | Italie     | 1931           | Conservé comme musée depuis 2003                    |       |
| Navires de patrouille             |            |                |                                                     |       |
| P01 Capitán Cabral                | Pays-Bas   | 1908           | canonnière :ex-triunfo, ex-Adolfo Riquelme          |       |
| P02 Nanawa                        | Argentine  | 1937           | ex-ARA Bouchard (Bouchard-class minesweeper (en)    |       |
| P04 Teniente Fariña               | Argentine  | 1964           | ex-ARA Comodoro Py (Bouchard-class minesweeper (en) |       |
| P05 Itaipú                        | Brésil     | 1968           |                                                     |       |
| P06 Capitán Ortiz                 | Taïwan     | 1994           | ex-FABG 3 Classe Tzu Chiang                         |       |
| P07 Teniente Robles               | Taïwan     | 1994           | ex-FABG 4 Classe Tzu Chiang                         |       |
| P08 Yhaguy                        | Taïwan     | 1999           | Classe Yhaguy                                       |       |
| P09 Tebicuary                     | Taïwan     | 1999           | Classe Yhaguy                                       |       |
| LP 07 à LP 11                     | Paraguay   | 1991           | 5 bateaux de surveillance                           |       |
| LP 101 à LP 106                   | Paraguay   | 1991           | 5 bateaux de surveillance                           |       |
| P 201 à P 204                     | Australie  | 2012           | 4 patrouilleurs CROQ 15                             |       |
| Landing Craft Vehicle & Personnel |            |                |                                                     |       |
| EDVP 01 à EDVP 03                 | Brésil     | 1980           | 3 péniches de débarquement                          |       |
| Remorqueurs                       |            |                |                                                     |       |
| R4 Trump R5 Angostura             | États-Unis | 1960           |                                                     |       |
| R6 Stella Maris R7 Esperanza      | Paraguay   | 1970           |                                                     |       |

La marine dispose aussi de nombreuses embarcations de patrouilles construites localement.

### Aviation navale
| Modèle                      | Origine     | Type                           | Version     | En service  |             |             |
| Hélicoptère                 | Hélicoptère | Hélicoptère                    | Hélicoptère | Hélicoptère | Hélicoptère | Hélicoptère |
| --------------------------- | ----------- | ------------------------------ | ----------- | ----------- | ----------- | ----------- |
| Aérospatiale AS350 Écureuil | Brésil      | Hélicoptère de transport léger | HB350B      | 1           |             |             |
| Avion d'entraînement        |             |                                |             |             |             |             |
| Cessna 150                  | États-Unis  | Avion de tourisme              | 150M        | 2           |             |             |
| Avion utilitaire            |             |                                |             |             |             |             |
| Cessna 210                  | États-Unis  | Avion léger d'observation      | 210         | 1           |             |             |
| Cessna 310                  | États-Unis  | Avion de transport léger       | 310         | 2           |             |             |
| Cessna 402                  | États-Unis  | Transport de passagers         | 401         | 1           |             |             |